# Ellie Roebuck
Ellie Roebuck (* 23. September 1999 in Sheffield) ist eine englische Fußballtorhüterin. Die Torfrau steht derzeit beim FC Barcelona unter Vertrag und spielte 2018 erstmals für die englische Nationalmannschaft.

## Karriere

### Vereine
Roebuck begann beim Sheffield United’s centre of excellence in ihrem Geburtsort und wechselte im Alter von 15 Jahren zu Manchester City. 2016 hatte sie ihren ersten Einsatz in der FA Women’s Super League als sie am 30. Oktober in der 54. Minute gegen Birmingham City unmittelbar nach dem Ausgleich für Stammtorhüterin Karen Bardsley eingewechselt wurde. Es blieb ihr einziger Einsatz in der Saison. In der Spring Series 2017 kam sie dreimal zum Einsatz und in der Saison 2017/18 waren es schon elf Einsätze, bei denen sie fünfmal ohne Gegentor blieb. In den folgenden Spielzeiten war sie praktisch Stammtorhüterin. Am 1. November 2020 stand sie erstmals im Finale des FA Women’s Cup, wo sie auf die Frauen des FC Everton mit Sandy MacIver im Tor trafen und nach 120 Minuten mit 3:1 gewannen.
Während sie in der UEFA Women’s Champions League 2016/17 nur fünfmal auf der Bank saß, stand sie  2017/18  in fünf von sechs Spielen des Sechzehntel-, Achtel- und Viertelfinales im Tor, und blieb dabei dreimal ohne Gegentor. In beiden Halbfinalspielen gegen Titelverteidiger Olympique Lyon, die mit einem Tor für Lyon entschieden wurden, stand Bardsley im Tor. Ein Jahr später scheiterten sie bereits im Sechzehntelfinale an Atlético Madrid –  bei beiden Spielen stand wieder Bardsley im Tor. Auch 2019/20 scheiterten sie an den Spanierinnen, diesmal aber erst im Achtelfinale und bei allen vier Spielen des Sechzehntel- und Achtelfinales stand Roebuck im Tor – ebenso in den ersten drei Spielen und im Viertelfinale der  UEFA Women’s Champions League 2020/21, wo sie am späteren Sieger FC Barcelona scheiterten. Der Spanien-Fluch setzte sich dann für ManCity in der Qualifikation für die UEFA Women’s Champions League 2021/22 fort, wo sie an Real Madrid scheiterten. Roebuck konnte da aber nicht eingesetzt werden, da sie sich kurz vor Saisonbeginn eine Verletzung zugezogen hatte, so dass sie für fünf Monate ausfiel und erst im Februar 2022 wieder in der Liga eingesetzt werden konnte, wo sie dann auch die letzten zehn Spiele bestritt.  In der Qualifikation für die Gruppenphase der UEFA Women’s Champions League 2022/23 scheiterten sie im Finale der ersten Runde an Real Madrid durch ein Tor ihrer ehemaligen Mitspielerin Caroline Weir, die vor der Saison nach Spanien gewechselt war.

### Nationalmannschaft
Roebuck nahm im Mai 2016 an der  U-17-Fußball-Europameisterschaft der Frauen 2016 teil, wo sie in zwei Gruppenspielen sowie dem Halbfinale und dem Spiel um Platz 3 eingesetzt wurde. Durch den Gewinn der Bronzemedaille qualifizierten sich die Engländerinnen für die U-17-Fußball-Weltmeisterschaft der Frauen 2016  in Jordanien, wo sie in allen vier Spielen eingesetzt wurde. Durch eine 0:3-Niederlage im Viertelfinale gegen Titelverteidiger Japan endete die WM für sie.  Im April 2017 wurde sie in einem Spiel der U-19 in der zweiten Qualifikationsrunde für die  U-19-Fußball-Europameisterschaft der Frauen 2017  eingesetzt, das mit 7:0 gegen Tschechien gewonnen wurde. Bei den beiden anderen Spielen und der Endrunde stand aber die 15 Monate ältere Sandy MacIver im Tor. Beide wurden  auch für die U-20-Fußball-Weltmeisterschaft der Frauen 2018 nominiert, aber nur MacIver eingesetzt. Roebuck wurde dann aber als Erste von beiden in der A-Nationalmannschaft eingesetzt. Am 8. November 2018 wurde sie beim Freundschaftsspiel gegen Österreich in der 79. Minute für Mary Earps eingewechselt. Im April 2019 stand sie beim Freundschaftsspiel gegen Spanien dann erstmals in der Startelf, musste aber zur zweiten Halbzeit den Platz im Tor an Earps abgeben. Für die WM 2019 wurde dann aber Earps als dritte Torhüterin nominiert. Roebuck kam dann im September gegen Norwegen wieder zu einem Kurzeinsatz und spielte am 8. Oktober beim 1:0-Sieg gegen Portugal erstmals über 90 Minuten. Im März 2020 nahm sie mit der Mannschaft am SheBelieves Cup teil, wo sie beim 1:0-Sieg gegen Ex-Weltmeister Japan für 90 Minuten im Tor stand. Bei dem Turnier gehörte auch MacIver zum Kader, wurde aber nicht eingesetzt. Dann verhinderte die COVID-19-Pandemie weitere Spiele. Erst im Februar 2021 traten die Engländerinnen wieder zu einem Länderspiel an. Gegner war Nordirland und Roebuck stand zu Beginn im Tor, wurde nach einer Stunde aber von MacIver abgelöst, die damit zu ihrem ersten A-Länderspiel kam.
Am 27. Mai 2021 wurde sie für das Team GB nominiert, das Großbritannien bei den Olympischen Geisterspielen in Tokio vertrat. Sie kam in den vier Spielen ihrer Mannschaft zum Einsatz, schied aber im Viertelfinale durch eine 3:4-Niederlage gegen Australien aus.
In der Qualifikation für die WM 2023 saß sie verletzungsbedingt nur bei den beiden Spielen im April 2022 auf der Bank, wurde aber nicht eingewechselt. Am 17. Mai 2022 wurde sie für den vorläufigen EM-Kader benannt. Am 15. Juni wurde sie auch für den finalen Kader berücksichtigt. Bei der EM kam sie aber nicht zum Einsatz.
Am 31. Mai 2023 wurde sie als eine von 23 Spielerinnen für die WM-Endrunde in Australien und Neuseeland nominiert. Bei der WM kam sie aber nicht zum Einsatz und auch danach noch nicht wieder.

## Erfolge
- Englische Meisterin: 2016 (1 Einsatz)
- Englische Pokalsiegerin: 2016/2017 (ohne Einsatz), 2018/2019 (1 Einsatz), 2019/2020
- WSL-Cup-Siegerin: 2016 (ohne Einsatz), 2018/2019 (ohne Einsatz in der K.-o.-Runde), 2021/22
- Europameisterin 2022 (ohne Einsatz)
- Spanische Meisterin 2024/25 (2 Einsätze)
- Supercopa Femenina  2024/25 (ohne Einsatz)